# Алоизий Сударсо
Алоизий Сударсо (нидерл. Aloysius Sudarso SCI  , 12 декабря 1945 года, Джакарта, Индонезия) — католический прелат, первый архиепископ Палембанга с 20 мая 1997 года, член монашеской конгрегации «Священник Святейшего Сердца».

## Биография
14 декабря 1972 года Алоизий Сударсо был рукоположён в священника в монашеской конгрегации «Священники Святейшего Сердца».
17 ноября 1993 года Римский папа Иоанн Павел II назначил Алоизия Сударсо вспомогательным епископом архиепархии Палембанга и титулярным епископом Бавагалианы. 25 марта 1994 года состоялось рукоположение Алоизия Сударсо в епископа, которое совершил епископ Палембанга Йозеф Хубертус Саудант в сослужении с архиепископом Медана Альфредом Гонти Пием Датубарой и епископом Танджункаранга Андреасом Хенрисусангой.
1 июля 2003 года епархия Палембанга была преобразована в архиепархию и Алоизий Сударсо стал первым архиепископом Палембанга.
С 6 июля 2013 года по 10 октября 2013 года был апостольским администратором епархии Танджункаранга.